# Urnemarkskulturens talsystem
|           | 0  |
| /         | 1  |
| //        | 2  |
| ///       | 3  |
| ////      | 4  |
| \         | 5  |
| /\        | 6  |
| //\       | 7  |
| ///\      | 8  |
| ////\     | 9  |
| \\        | 10 |
| /\\       | 11 |
| //\\      | 12 |
| ///\\     | 13 |
| ////\\    | 14 |
| \\\       | 15 |
| /\\\      | 16 |
| //\\\     | 17 |
| ///\\\    | 18 |
| ////\\\   | 19 |
| \\\\      | 20 |
| /\\\\     | 21 |
| //\\\\    | 22 |
| ///\\\\   | 23 |
| ////\\\\  | 24 |
| \\\\\     | 25 |
| /\\\\\    | 26 |
| //\\\\\   | 27 |
| ///\\\\\  | 28 |
| ////\\\\\ | 29 |

Urnemarkskulturens talsystem er det tidligst kendte talsystem i Europa. Fra begyndelsen af urnemarkskulturen, omkring 1200 f.Kr., er der i Centraleuropa fundet en række bronzesegl med mærker, der er tolket som et talsystem evt. kombineret med et kalendersystem.

## Opdagelse
I 1946 blev der i Sachsen-Anhalt i Tyskland fundet mere end 250 segl fra 1500-1200 f.Kr. Fundet relaterer sig til et andet fund fra urnefeltskulturen i nærheden af floden Saale med omkring 600 segl og andre genstande. Seglene var måske frembragt for at ære den afdøde, i hvis grav de er fundet. Det forklarede manglende slitagetegn.
På seglene er der to rækker mærker: Simple streger under den knop, der stikker ud, hvor håndtaget har været, og mere komplekse tegn i  enden af bladet eller på bunden. De simple streger er tolket som et talsystem.
Der er også fundet andre genstande med denne type tegn, som Ruthen-stemplet (fra slutningen af bronzealderen) med symbolet ////\\\\\ og Coswig-karret (omkring 1200-1000 f.Kr.), der også har symbolet ////\\\\\ sammen med andre symboler. Coswig-karret giver indtryk af, at det er udført af en trænet hånd, som skrev en kompleks række tegn i det våde ler.

## Talsystemet
Det opdagede talsystem er et femtals-system. Ener-tallene er angivet med en streg fra øverst til højre mod nederst til venstre "/", og femmer-tallene er angivet med den modsatte streg "\". Man har stødt på alle tallene fra 1 = / til 29 = ////\\\\\.

## Fortolkning
Disse prægede mærker, som er unikke for genstande fra bronzealderen, blev lavet i støbejernsforme og ikke på de færdigstøbte genstande. Mærkerne på lergenstandene blev dels lavet i hånden, dels ved hjælp af stempler. Rettelser af forkerte symboler viser hensigt og planlægning. Mærkningssystemet for lergenstandene svarer til mesopotamisk kileskrift.
At der ikke er fundet tal over 29, når systemet teoretisk kan bruges til at skrive lige så store tal, som man kan ønske sig, er forklaret ved månens cyklus på 29,5 dage. De kulturer, der bruger månekalendere beslutter sig normalt for enten 29 eller 30 dage til deres kalender og korrigerer den årlige forskel på forskellige måder. Hvis denne forklaring kan godtages, repræsenterer hvert talsymbol en dag i månens cyklus.
Seglene er halvmåneformeformede. Det kan forklare netop denne genstands betydning som led i månegudsdyrkelsen i urnemarkskulturen. 
Ud fra denne forklaring er symbolet på Ruthen-stemplet og Coswig-karret læst som 29 = ////\\\\\, et symbol på månens cyklus. I almindelighed antages det, at tegnene repræsenterer månens cyklus som en landbrugscyklus koblet med månen og solen.

## Andre symboler
En anden række symboler findes på skæret, og dem har ingen endnu kunnet forklare. Det står dog klart, at de også følger bestemte regler. Nogle af symbolerne kan grupperes fra 1 til 4 i noget, der er foreslået som et femtalssystem.
| 56 | 57 | 55 | 53 | 52 | 54 | 44 | ● 58    |
| 66 | 67 |    | 63 | 62 | 64 |    | ●● 68   |
| 76 | 77 |    | 73 | 72 | 74 |    | ●●● 78  |
| 86 | 87 | 85 |    | 82 | 84 |    | ●●●● 88 |

Dertil kommer nogle symboler, som man ikke har kunnet passe ind i grupper:
| 16 | 22 | 25 | 26 | 33 | 36 | 42 | 43 | 69 |

Tallene 22, 25, 33, 36, 43 og 69 samt 24, 52, 53, 54, 56, 62, 63, 64, 66, 73, 74, 84 og 86 optræder på bunden af skæret. Tallene 16, 26 og 42 samt 44, 52, 54, 55, 57, 58, 62, 64, 67, 68, 72, 74, 77, 78, 82, 84, 85, 87 og 88 optræder på det yderste af skæret. Tallene 52, 54, 62, 64, 74 og 84 optræder begge steder.

## Runehypotesen
Skriften er blevet koblet til den nordeuropæiske runeskrift, ikke blot ud fra geografiske overvejelser, men også fra fællestræk mellem de to skriftformer, hvad angår de landbrugsmæssige og månemæssige karakteristika. Det er fastslået, at runer ofte optræder sammen med andre symboler, oven i købet blandet på samme genstand. Desuden har ᛃ "j", ᛜ "ng" og ᚷ "g" ingen forbindelse til det etruskiske alfabet, som runealfabetet ellers formodes at stamme fra. Desuden er disse tegn forskellige fra resten af runerne ved, at de er mindre. Derudover er det karakteristisk, at runerne har navne som supplement til den lyd, de repræsenterer.
En hypotese foreslår, at nogle runers navne var hentet fra tidligere symboler, og navnene herpå kunne give en ide om, hvad symbolerne betyder. Ud fra en hyppighedsopstilling kan man sammenstille symbolerne på følgende måde:
| Symbol | Rune | Runens navn | Navnets betydning |
| 22     | ᛃ    | jera        | år                |
| 69     | ᛜ    | ingwaz      | gud               |
| 36     | ᚷ    | gebô        | gave              |

Det er dog kun en interessant hypotese, der måske aldrig vil blive bekræftet.